# Cantó de Montaigu
El cantó de Montaigu és un cantó francès del departament de la Vendée, situat al districte de La Roche-sur-Yon. Té 10 municipis i el cap es Montaigu.

## Municipis
- La Bernardière
- La Boissière-de-Montaigu
- Boufféré
- La Bruffière
- Cugand
- La Guyonnière
- Montaigu
- Saint-Georges-de-Montaigu
- Saint-Hilaire-de-Loulay
- Treize-Septiers

## Història
| Data d'elecció                           | Identitat            | Partit              | Qualitat |
| ---------------------------------------- | -------------------- | ------------------- | -------- |
| 1945-1969                                | Auguste Durand       | Divers droite       |          |
| 1969-1987                                | Vincent Ansquer      | UDF, després RPR    |          |
| 1987-2010                                | Philippe de Villiers | UDF-PR, després MPF |          |
| 2010-                                    | Michel Allemand      | Divers droite       |          |
| les dades anteriors no són pas conegudes |                      |                     |          |
|                                          |                      |                     |          |

| A partir de 1990: Població sense dobles comptes |